# Lục Thao
Lục Thao (tiếng Trung: 六韬), còn gọi là Lược Thao, Thái công lục thao (太公六韬) hoặc Thái công binh pháp (太公兵法) là một tác phẩm binh pháp tương truyền do Khương Tử Nha đầu đời nhà Chu sáng tác. 
Đây được coi là một trong những bộ binh pháp đầu tiên của Trung Quốc thời cổ đại và là một trong Vũ kinh thất thư.

## Lịch sử sáng tác
Lục Thao tương truyền do đích thân Khương Tử Nha sáng tác, ông được coi là nhà tư tưởng quân sự đầu tiên trong lịch sử Trung Quốc và là người đầu tiên đưa ra những lý luận có hệ thống về mưu lược dùng binh trong chiến tranh. Ông là công thần giúp Chu Vũ vương Cơ Phát đánh bại Đế Tân và lập nên nhà Chu.
Tuy nhiên, hiện nay đa số ý kiến cho rằng Lục Thao chỉ là do người đời Chiến Quốc ghi chép lại những tư tưởng của Khương Tử Nha mà làm thành. Đời Tống Thần Tông, sách Lục Thao được đưa vào bộ binh pháp kinh điển Vũ kinh thất thư và được lưu truyền cho tới nay. Phiên bản Lục Thao cổ nhất được tìm thấy là trong bộ thẻ tre Ngân Tước sơn do các nhà khảo cổ Trung Quốc khai quật được năm 1972. 
Ngoài ra người ta còn tìm thấy nội dung Lục Thao trong khu mộ cổ Bát Giác Lang ở Hà Bắc năm 1973, trong di chỉ khảo cổ ở Đôn Hoàng, trong sách Quần thư trị yếu và trong bộ bách khoa thư Tứ khố toàn thư của Càn Long. Năm 1935 Trung Hoa học nghệ xã đã dựa theo bản in thời Tống để cho xuất bản lại bộ Vũ kinh thất thư trong đó có Lục Thao.

### Cấu trúc
Bản Lục Thao hiện nay gồm có 6 phần:
1. Văn thao (文韬, bàn về cách trị nước dùng người).
2. Vũ thao (武韬, bàn về cách dùng binh).
3. Long thao (龙韬, bàn về tổ chức quân sự).
4. Hổ thao (虎韬, bàn về cách bài binh bố trận, sử dụng binh khí trong chiến tranh).
5. Báo thao (豹韬, bàn về chiến thuật).
6. Khuyển thao (犬韬, bàn về cách huấn luyện quân sĩ).